# Релігійні переслідування під час радянської окупації Бессарабії та Північної Буковини
У період радянської окупації релігійне життя у Бессарабії та Північній Буковині зазнало переслідувань, подібних до тих, що відбувалися в СРСР між двома світовими війнами. У перші дні окупації деякі групи населення вітали радянську владу, а деякі з них навіть увійшли у новостворену радянську номенклатуру, в тому числі в НКВС. Останній використовував цих місцевих жителів для знаходження та арешту численних священиків Священиків, заарештованих і допитаних  органами НКВС, депортували вглиб СРСР і знищували. Дослідження з цього питання досі перебувають на початковій стадії. Станом на 2007 рік, православна церква оголосила мучениками близько 50 духівників, які загинули у перший рік радянської окупації (1940-1941)
У 1940—1941 рр. частину храмів було захоплено, розграбовано, перетворено на громадські чи комунальні споруди або закрито. Були встановлені податки, які віряни були зобов'язані платити, якщо вони хотіли молитися і мати дозвіл на відправлення літургій. Коли після червня 1941 року румунські органи влади повернулися, церкви та монастирі було відновлено і знову відкрито, але переслідування поновилося в 1944 році, коли радянські війська відвоювали цю територію.
Нижченаведений неповний список включає священнослужителів різних конфесій, здебільшого вірних Румунської православної церкви, внесених за умови їх офіційного визнання церквою як мучеників. 
- Александру Балтаге — засновник бессарабської релігійної преси румунською мовою, член Сфатул Церій (1917–1918)
- Александру Мотеску — бессарабський священик румунської православної церкви з міста Тігіна. За зізнаннями кількох свідків перед «Comisia de triere» у Бузеу в 1941 році, на початку радянської окупації Бессарабії його схопила група прибічників комуністів, яка жорстоко познущалася з нього. Йому відрізали язик і вуха, потім відвели до вівтаря, де підпалили, після чого він помер у жахливих муках.[4][5][6]
- Артеміє Мунтяну — ігумен Ново-Нямецького монастиря
- Георге Мунтяну (нар. 22 квітня 1909 р., пом. 1940 р.) — бессарабський священик румунської православної церкви. 1931 року закінчив теологічний факультет Ясського університету, у грудні 1931 р. висвячений на священика, очолив Нерушаївську парафію Ізмаїльського округу. 1 липня 1935 р. став настоятелем церкви Цариці Марії у передмісті міста Ізмаїл. Його заарештували влітку 1940 року, під крики з вимогою зректися віри обстригли волосся і збрили бороду. Коли він неодноразово відмовився це зробити, його мучителі з НКВС ротрощили йому голову на східцях Ізмаїльського собору. Його таємно поховали містяни.[4][7][8][9]